# The Dukes of Hazzard: The Beginning

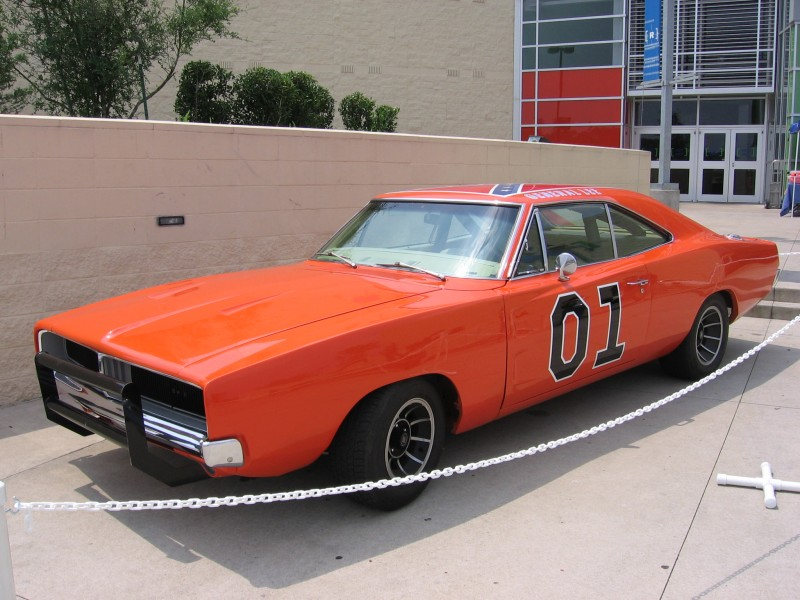
General Lee

The Dukes of Hazzard: The Beginning is een Amerikaanse televisiefilm uit 2007. De film dient als prequel op de bioscoopfilm The Dukes of Hazzard uit 2005, en is net als die film gebaseerd op de televisieserie The Dukes of Hazzard.
De film is geregisseerd door Robert Berlinger. Veel van de acteurs uit de vorige film keren in deze film terug.

## Verhaal
Bij aanvang van de film worden de tieners Bo en Luke Duke gearresteerd voor respectievelijk gevaarlijk rijden en afsteken van illegaal vuurwerk. Ze worden door de rechter onder toezicht van hun oom Jesse geplaatst en moeten een hele zomer op diens boerderij werken. Jesse zet in zijn boerderij de familietraditie voort om de beste zelfgemaakte sterkedrank van Hazzard te verkopen. Bo en Luke zijn het boerenwerk al snel zat en proberen enkele dames in Hazzard het hof te maken.
Op een nacht zien de twee hoe Jesse bezoek krijgt van Boss Hogg. Het blijkt dat Jesse Boss Hogg geregeld steekpenningen geeft zodat deze Jesse’s illegale drankhandel ongemoeid laat. Bo en Luke laten per ongeluk het prijsvarken van Hogg ontsnappen. Als gevolg eist Hogg binnen twee weken een schadevergoeding, anders zal hij beslag leggen op de boerderij van de Dukes. Jesse’s enige grote bron van inkomen is zijn drankhandel, maar daarmee kan hij in twee weken tijd nooit genoeg geld verdienen. Om hun oom te helpen, besluiten Bo en Luke een snelle auto te bemachtigen, zodat ze de drank over een groter gebied kunnen verkopen.
De twee roepen de hulp in van hun nichtje Daisy. Zij neemt hen mee naar de werkplaats van de middelbare school en stelt hen voor aan Cooter Davenport. Deze geeft hun een snelle automotor. Niet lang daarna vindt Luke op de bodem van een meertje per ongeluk een oude Dodge Charger uit 1969. Ze laten de auto uit het meer takelen, knappen hem op en plaatsen de motor van Cooter erin. Ze noemen hun nieuwe aanwinst de General Lee.
Dankzij deze nieuwe wagen gaat het met Jesse’s drankhandel inderdaad stukken beter, maar nog altijd niet goed genoeg. Daisy probeert wat extra geld in het laatje te brengen door een baan te nemen bij de lokale bar, The Boar’s Nest. Eerst wordt ze geweigerd, maar ze past haar uiterlijk aan en krijgt de baan. De situatie wordt lastiger wanneer Boss Hogg Hazzard laat droogleggen. Hij biedt eenieder die de politie over een illegale drankhandel tipt, een beloning van 25.000 dollar. Jesse wordt gearresteerd en Boss Hogg legt beslag op de boerderij.
Bo en Duke ontdekken Hoggs ware plan: hij wil al zijn collega’s in andere county’s zover krijgen dat ze alcohol in de ban doen, zodat hij alle cafés in deze county’s kan opkopen en er een bloeiende handel in ijssalons kan beginnen. Bovendien kan hij nadat alle drankverkopers zijn gearresteerd zelf een illegale drankhandel opzetten. De reden dat hij de Dukes zo tegenwerkt, is omdat hij hun geheime recept voor sterkedrank wil.
De Dukes ontvoeren Hogg en dwingen hem tot een algehele bekentenis. Daarna betrappen ze Hughie, Hoggs neef, op illegale drankhandel. Daar ze Hogg op het spoor van een drankhandel hebben gezet, is hij gedwongen om hun nu de 25.000 dollar te geven. Daarmee kopen de Dukes de boerderij terug. Nadien dwingen de inwoners van Hazzard Hogg tot het terugdraaien van het alcoholverbod en het vrijlaten van alle handelaren.

## Rolverdeling
| Acteur               | Personage                 |
| -------------------- | ------------------------- |
| Jonathan Bennett     | Bo Duke                   |
| Randy Wayne          | Luke Duke                 |
| April Scott          | Daisy Duke                |
| Adam Shulman         | Enos Strate               |
| Willie Nelson        | Jesse Duke                |
| Chris McDonald       | Boss Hogg                 |
| Sherilyn Fenn        | Lulu Coltrane Hogg        |
| Harland Williams     | Sheriff Rosco P. Coltrane |
| Joel David Moore     | Cooter Davenport          |
| Gary Cole            | De verteller              |
| Jennifer Hill        | Brooke Handy              |
| Trishelle Cannatella | Ally Handy                |
| Todd Grinnell        | Hughie Hogg               |
| Kimberly Bosso       | Hogget Hottie             |

## Achtergrond
De film sluit in een aantal opzichten niet aan op de vorige film. Zo wordt de General Lee in deze film al voorzien van het getal "01" en de geconfedereerde vlag, terwijl deze in de vorige film (die zich na deze film afspeelt) nog afwezig zijn. Daisy is in deze film een brunette, en blond in de vorige film.
De film verandert tevens enkele zaken aan de achtergrond van de familie Duke, die op de volgende punten verschilt van de tv-serie:
- In de serie komen Bo, Luke en Daisy als kinderen bij Jesse wonen nadat hun ouders zijn omgekomen. In de film worden ze aan hem toegewezen zodat hij ze kan heropvoeden gezien hun lastige gedrag.
- In de serie wordt gesuggereerd dat de Dukes, Enos en Cooter allemaal bij elkaar op school hebben gezeten. In de film ontmoeten ze elkaar veel later.
- In de film is Daisy de oudste van de drie, gevolgd door Bo en dan Luke. In de serie is Luke de oudste, dan Daisy, en dan Bo.
- Oom Jesse is in de film ouder dan Boss Hogg. In de serie zijn ze even oud.
- Rosco is in de film getrouwd, maar wordt door zijn vrouw het huis uitgezet. In de serie is hij vrijgezel.
- De film actualiseert de periode waarin het verhaal zich afspeelt van de jaren 80 naar de jaren 90 van de 20e eeuw.
- In de film hebben Bo en Luke geen ambitie om stock-car racers te worden.
- In de show werd onthuld dat de General Lee voorheen een zwarte vluchtwagen was, die door de Dukes werd gekocht nadat de autoriteiten hem in beslag hadden genomen van de vorige eigenaar.
- In de show was Hughie verliefd op Daisy, maar vond zij hem juist vervelend. In de film is dit meer andersom.
- In de serie is Luke een voormalig marinier.

De film werd geproduceerd door Warner Bros. onder het label Warner Premiere.